# Alain Aspect
Alain Aspect (Agen, Francia, 15 de junio de 1947) es un físico experimental, de nacionalidad francesa, laureado con el Premio Nobel de Física en 2022 junto con Anton Zeilinger y John Clauser por sus experimentaciones con fotones entrelazados.

## Trayectoria
Aspect fue alumno de la Escuela Normal Superior de Cachan y realizó un voluntariado social en Camerún, en 1971. En su tiempo libre leía el libro Mecánica Cuántica de Claude Cohen-Tannoudji, Diu y Laloe. Luego descubrió un artículo de John S. Bell y se propuso a realizar una verificación experimental de las desigualdades de Bell. Escribió al respecto: “Bohr tenía la intuición de que la postura de Einstein, tomada en serio, estaría en conflicto con la mecánica cuántica. Pero fue el teorema de Bell lo que materializó esa contradicción”.
Presentó una tesis doctoral en la Universidad de París (Orsay, 1983) siendo los miembros del jurado A. Marechal, Claude Cohen-Tannoudji (luego Premio Nobel de Física), B. d`Espagnat, C. Imbert, F. Laloë y el propio John S. Bell.
El objetivo de sus experimentos radica en discernir sobre alguno de los siguientes aspectos de la realidad física: «Debemos abandonar uno de los dos siguientes asertos: 1. La descripción estadística de la función de ondas es completa. 2. Los estados reales de dos objetos separados espacialmente son independientes entre sí».
En cuanto a los experimentos que se realizaban en la década de los 70 para comprobar el entrelazamiento cuántico podemos tener una idea al respecto considerando el caso de una fuente que emite dos fotones en direcciones opuestas (digamos hacia la izquierda y hacia la derecha de la fuente). Cada fotón encontrará, en su camino, un analizador de polarización (que lo dejará pasar, o no) y un detector que verificará su llegada, o no.
La mecánica cuántica predice que deben existir finas correlaciones en el paso o bloqueo de los fotones a través de sus analizadores, aun cuando los fotones carezcan de medios aparentes de comunicarse entre sí. Los experimentos confirmaron la mecánica cuántica, pero ofrecían un punto débil: las orientaciones de los dos analizadores se fijaban antes de que se emitieran los fotones. Era posible que hubiera algún tipo de intercambio de información entre los analizadores.
Utilizando láser, que producía una cascada radiactiva del calcio, Aspect logra una aceptable fuente de fotones ópticos entrelazados. Reproduce experimentos de sus antecesores, durante la década de los 80, y subsana el «punto débil» antes mencionado. Verifica de esa forma la violación del teorema de Bell y confirma las predicciones de la mecánica cuántica.